# İçerde
 (срп. Инсајдер) турска је телевизијска серија, снимана 2016. и 2017.

## Синопсис
Сарпа Јилмаза, који је на корак до завршетка Полицијске академије као најбољи у класи, годинама прогони губитак рођеног брата Умута. Он је отет током безазлене дечје игре, да би касније био проглашен мртвим. Док њихова мајка Фусун живи грчевито се држећи за успомену на њега, Сарп криви себе за његов нестанак. Фусун је бол због губитка детета донекле умањила усвајањем девојчице Ејлем, чији су родитељи погинули у саобраћајној несрећи, а која је касније постала цењена новинарка.
Отети Умут био је препуштен улици и мафији, а из тог света спасла га је девојчица Мелек. Он је добио ново име - Мерт, а судбина је одлучила да га поново споји с братом, кад су се обојица уписали на исту академију. Иако не знају да су браћа, Сарпа и Мерта прогоне исте слике из прошлости: њихов отац, камионџија Метин Јилмаз ухапшен је пред њиховим очима. Оптужен је за осам убистава која није починио, а заправо је био принуђен да прихвати кривицу уместо нарко-боса Џелала Думана.
Уочи свечане доделе диплома, Сарпов професор и шеф Одсека за борбу против организованог криминала Јусуф Каја, истиче прљаву прошлост његовог оца. Оптужује Сарпа да покушава да се убаци у полицију, како би био мафијашка кртица. Кад сазна да се планира његово избацивање из школе, Сарп потеже пиштољ на професора и завршава иза решетака. Његову одбрану преузима адвокатица Мелек, која је у прошлости помогла његовом брату. Њен отац је мафијаш Џелал Думан, одговоран за то што је Сарпов и Мертов отац завршио у затвору.
Док Сарп проводи дане иза решетака, његов брат постаје десна рука Јусуфа Каје, а током полицијске истраге зближава се са Сарповом усвојеном сестром, новинарком Ејлем. Кад Сарп изађе из затвора, постаје један од најутицајнијих људи из подземља. Међутим, нико не слути да је он у ствари полицијска кртица која треба да раскринка моћне мафијашке кланове, док је његов брат у ствари пулен мафије убачен у полицијске редове...

## Сезоне
| Сезона | Сезона | Број епизода (н) / (и)        | Приказивање у Турској                 |
| ------ | ------ | ----------------------------- | ------------------------------------- |
|        | 1      | 39 / 114 (1 — 39) / (1 — 114) | 19. септембар 2016 — 19. јун 2017. () |

## Улоге
| Глумац:           | Улога:                   |
| ----------------- | ------------------------ |
| Чагатај Улусој    | Сарп Јилмаз              |
| Арас Булут Инемли | Мерт Карадаг Умут Јилмаз |
| Четин Текиндор    | Џелал Думан              |
| Бенсу Сорал       | Мелек Јилдиз             |
| Дамила Колбај     | Ејлем Ајдин              |
| Мустафа Угурлу    | Јусуф Каја               |
| Риза Коџаоглу     | Давут                    |
| Нихал Колдаш      | Фусун Јилмаз             |
| Јилдирај Шахинлер | Хасан/Орада              |
| Гозде Кансу       | Јешим Думан              |
| Ерџан Кесал       | Акин Ишик                |
| Дениз Гурзумар    | Бариш                    |
| Небил Сајин       | Џошкун                   |
| Бариш Киралиоглу  | Муса                     |
| Сејитан Оздемир   | Миник                    |